# Mittelmeerspiele 2013
Die Mittelmeerspiele 2013 (offiziell: XVII Mittelmeerspiele, türk. XVII Akdeniz Oyunları) fanden vom 20. bis zum 30. Juni 2013 im türkischen Mersin statt. Die Eröffnungs- und Schlussfeier wurde in der Mersin Arena ausgetragen.
Alle 24 Mitglieder des CIJM nahmen an den Spielen teil. Das Programm umfasste 264 Wettbewerbe in 27 Sportarten.

## Bewerbung
Um die Ausrichtung hatten sich die Städte Rijeka (Kroatien), Mersin (Türkei) sowie Volos und Larisa (Griechenland) mit einer gemeinsamen Kandidatur beworben. Am 27. Oktober 2007 erhielt Griechenland den Zuschlag. Aufgrund der wirtschaftlichen Krise des Landes wurde ihm am 28. Januar 2011 die Ausrichtung entzogen. In einer von der ICMG online durchgeführten Abstimmung wurde Mersin als Gastgeber gewählt.

## Teilnehmende Nationen
| - Albanien - Algerien - Andorra - Bosnien und Herzegowina - Kroatien - Zypern - Ägypten - Frankreich | - Griechenland - Italien - Libanon - Libyen - Mazedonien - Malta - Monaco - Montenegro | - Marokko - San Marino - Serbien - Slowenien - Spanien - Syrien - Tunesien - Türkei (Gastgeber) |

## Sportarten
Es standen folgende Sportarten im Programm:
Badminton, Basketball, Beachvolleyball, Bogenschießen, Boccia, Boxen, Fechten, Fußball, Gewichtheben, Handball, Judo, Kajak, Karate, Leichtathletik, Radsport, Reiten, Rhythmische Sportgymnastik, Ringen, Rudern, Schwimmen, Segeln, Sportschießen, Taekwondo, Tischtennis, Turnen, Volleyball und Wasserball.

## Proteste und Ticketzuteilung
Im Vorfeld der Mittelmeerspiele kam es im Rahmen der Proteste in der Türkei 2013 auch zu Protesten in Mersin die sich gegen den bei der Eröffnungszeremonie auftretenden türkischen Ministerpräsident Erdoğan richteten. Nach Einschreiten der Polizei gab es sechs Verletzte und acht Verhaftungen.
Des Weiteren wurde kritisiert, dass Tickets bevorzugt an Parteianhänger der regierenden AKP abgegeben wurden.

## Medaillenspiegel
| Platz  | Land                    | Gold | Silber | Bronze | Gesamt |
| ------ | ----------------------- | ---- | ------ | ------ | ------ |
| 01     | Italien                 | 70   | 52     | 64     | 186    |
| 02     | Türkei                  | 47   | 43     | 36     | 126    |
| 03     | Frankreich              | 25   | 26     | 45     | 96     |
| 04     | Spanien                 | 21   | 32     | 29     | 82     |
| 05     | Ägypten                 | 21   | 22     | 24     | 67     |
| 06     | Griechenland            | 15   | 18     | 26     | 59     |
| 07     | Slowenien               | 13   | 11     | 11     | 35     |
| 08     | Serbien                 | 12   | 11     | 11     | 34     |
| 09     | Kroatien                | 11   | 7      | 9      | 27     |
| 10     | Tunesien                | 9    | 17     | 22     | 48     |
| 11     | Algerien                | 9    | 2      | 15     | 26     |
| 12     | Marokko                 | 7    | 10     | 11     | 28     |
| 13     | Albanien                | 3    | 2      | 5      | 10     |
| 14     | Zypern                  | 2    | 2      | 3      | 7      |
| 15     | Montenegro              | 1    | 1      | 3      | 5      |
| 16     | Malta                   | 1    | 1      | —      | 2      |
| 17     | San Marino              | —    | 2      | 3      | 5      |
| 18     | Syrien                  | —    | 2      | —      | 2      |
| 19     | Mazedonien              | —    | 1      | 4      | 5      |
| 20     | Bosnien und Herzegowina | —    | 1      | 3      | 4      |
| 21     | Libanon                 | —    | —      | 2      | 2      |
| Gesamt | Gesamt                  | 267  | 263    | 326    | 856    |